# Bergensbanen
Bergensbanen eller Bergensbana (på svenska vanligen Bergenbanan) är en i stor utsträckning högt belägen järnväg i Norge, mellan Hønefoss (norr om Oslo) och Bergen. Banans sträckning är spektakulär och har av många järnvägsentusiaster och i fackpress klassats som världens vackraste järnväg. Banan går över högfjällsplatån Hardangervidda där den når sin högsta punkt 1 237 m över havet nära Finse station, vilket gör den till Skandinaviens högst belägna järnvägslinje. Bergensbanen har cirka 150 tunnlar, varav den längsta (Finsetunneln) är 10 589 meter lång. Persontågen går mellan Oslo och Bergen via Drammen, och inte via Roa. 
Bibanan Flåmsbanan är en av Norges absolut största turistattraktioner med en fallhöjd på 864 meter på den drygt 20 kilometer långa banan mellan stationen Myrdal på Bergensbanen och Flåm i vid Aurlandsfjorden. Turistorten Geilo ligger vid Bergensbanan.
Banan går genom Gravhalstunneln på 5 311 meter, som blev klar 1906 och var den längsta i Norden till 1964. Traditionellt ansågs Bergensbanen börja i Roa vid Gjøvikbanen norr om Oslo. Sedan persontågen 1989 ändrats till att gå via Drammen anses banan oftast börja i Hønefoss, men den kan också anses förutom i Roa börja i Hokksund vid Sørlandsbanen.

## Historia
Den första bansträckan mellan Bergen och Voss öppnades för trafik 1883 och var då smalspårig. 1889–1904 byggdes den om för normalspår. Den östra delen Oslo–Roa blev färdig 1900. Återstående delar, Voss–Taugevand och Taugevand–Roa byggdes 1894–1909. I sin helhet öppnades banan för trafik 1 december 1909. Banan elektrifierades mellan 1954 och 1964.
För framtiden planeras Ringeriksbanen, en ny genväg Oslo–Hønefoss, planerad för minst 200 km/h och till stor del i tunnel. Den planeras bli klar cirka år 2030 och kommer att minska restiden med 50 minuter.

## Stationer
|  | Station      | Höjd (m) | Avstånd från Oslo (km) | Avstånd från Bergen (km) |
|  | ------------ | -------- | ---------------------- | ------------------------ |
|  | Oslo S       | 2        | 0                      | 493                      |
|  | Asker        | 104      | 24                     | 469                      |
|  | Drammen      | 2        | 41                     | 452                      |
|  | Hokksund     | 8        | 58                     | 435                      |
|  | Vikersund    | 67       | 84                     | 409                      |
|  | Hønefoss     | 96       | 112                    | 381                      |
|  | Flå          | 155      | 174                    | 319                      |
|  | Nesbyen      | 168      | 208                    | 285                      |
|  | Gol          | 207      | 225                    | 268                      |
|  | Ål           | 436      | 250                    | 243                      |
|  | Geilo        | 794      | 275                    | 218                      |
|  | Ustaoset     | 990      | 286                    | 207                      |
|  | Haugastøl    | 988      | 297                    | 196                      |
|  | Finse        | 1222     | 324                    | 169                      |
|  | Hallingskeid | 1110     | 345                    | 148                      |
|  | Myrdal       | 867      | 358                    | 135                      |
|  | Upsete       | 850      | 364                    | 129                      |
|  | Mjølfjell    | 627      | 376                    | 117                      |
|  | Voss         | 57       | 407                    | 86                       |
|  | Dale         | 43       | 447                    | 46                       |
|  | Arna         | 8        | 483                    | 10                       |
|  | Bergen       | 2        | 493                    | 0                        |